# 格雷弗·弗
格雷弗·弗（英語：Grover Carr Furr；1944年4月3日—）是蒙特克莱尔州立大学研究中世纪英语文学的美国教授，但他在苏联历史上以历史修正主义观点并为斯大林做无罪辩护并攻击受斯大林迫害的人则更加闻名。他认为乌克兰大饥荒并非蓄意，是亲纳粹的乌克兰民族主义者编造的；卡廷屠杀是纳粹德国党卫军所为；莫斯科审判的所有被告都有罪；赫鲁晓夫的《关于个人崇拜及其后果》基本完全错误；《苏德互不侵犯条约》的目的是保护波兰第二共和国而非将其瓜分；苏联在1939年没有入侵波兰，因为当时波兰作为国家已经不存在了。

## 生平
生于华盛顿，1965年毕业于麦吉尔大学，获英语学士学位。1978年获普林斯顿大学比较文学博士学位。自1970年2月以来任教于蒙特克莱尔州立大学，研究中世纪英国文学。

## 著作
著有《斯大林及其民主改革斗争》、《血腥谎言》、《卡廷惨案之谜》、《作为证据的莫斯科审判》、《杜威委员会的欺诈行为》、《托洛茨基与德国和日本的合作》等，合著《被诽谤的斯大林》、《1937年，斯大林依法审判，不容申诉！》。
2014年应中国社会科学院之邀来华，在北京做了一系列关于苏联历史的演讲。其著作《苏共二十大：“秘密报告”与赫鲁晓夫的谎言》2015年被译为中文出版。